# Capim Grosso
Capim Grosso là một đô thị thuộc bang Bahia, Brasil. Đô thị này có diện tích 350,032 km², dân số năm 2007 là 25684 người, mật độ 73,38 người/km².